# いつもの風景
「いつもの風景」（いつものふうけい）は2019年11月20日にSPEEDSTAR RECORDSから発売された斉藤和義49作目のシングル。

## 解説
前作から9ヶ月振りの新曲。フジテレビ系テレビアニメ「ちびまる子ちゃん」エンディング主題歌。配信シングルで2019年10月6日に先行リリース。
作詞は前年に亡くなったアニメの原作者さくらももこである。この詞はさくらが斉藤への楽曲制作依頼のために生前書き残していたもので、これを受けて斉藤が詞に曲をつけ、アニメのエンディングテーマとして提供。番組のエンディングアニメーションにも斉藤本人が登場している。
2曲目は高崎卓馬の小説「オートリバース」コラボソング。小説から曲が生まれたコラボレーションの流れに続き、11月23日にはニッポン放送でラジオ番組『サントリーコーヒー BOSS presents ニッポン放送開局65周年特番 斉藤和義のオートリバース』が放送された。斉藤はゲストを迎えるラジオパーソナリティとして出演。さらに2020年12月に放送された、アイドルグループHiHi Jets主演のラジオドラマ番組『民放ラジオ全99局&radiko共同企画 青春ラジオ小説 オートリバース』のオープニング・エンディングテーマとしても楽曲が使用された。
3曲目はスー・トンプソンの「YOU BELONG TO ME」を斉藤自身が日本語に詞訳してカバー。この曲は様々なミュージシャンにカバーされているが、雑誌のインタビューで斉藤はカーラ・ブルーニのカバーが良いと語っている。
初回限定盤のみ収録の「シャーク」はInstrumental楽曲である。
本作は初回限定盤と通常盤の2形態で発売、初回限定盤は4曲入、通常盤は3曲入。初回限定盤のパッケージは、ちびまる子ちゃんコラボ特製三方背ケース・コラボ特製ステッカー3枚セットが封入。それに対し通常盤ジャケットは、斉藤がギターを弾いている場面をモノクロームで撮影したものである。

## 収録曲
全曲　作詞・作曲・編曲：斉藤和義（特記以外）
1. いつもの風景（3:49）[6][7]
作詞：さくらももこ
2. オートリバース〜最後の恋〜（5:06）[6][7]
3. YOU BELONG TO ME（4:02）[6][7]
作詞・作曲：チルトン・プライス、ピー・ウィー・キング、レッド・スチュワート
詞訳：斉藤和義
4. シャーク[Naked]（5:30）[6]※初回限定盤のみ収録、Instrumental楽曲